# Serie B FIAF 1989
La Serie B FIAF 1989 è stata la quinta edizione del terzo livello del campionato italiano di football americano (seconda con la denominazione B); è stato organizzato dalla Federazione Italiana American Football.

## Regular season

### Classifica

#### Girone A
| Pos. | Squadra            | %V   | G | V | N | P | PF  | PS  |
| ---- | ------------------ | ---- | - | - | - | - | --- | --- |
| 1    | Islanders Venezia  | .875 | 8 | 7 | 0 | 1 | 183 | 70  |
| 2    | New Giants Bolzano | .750 | 8 | 6 | 0 | 2 | 185 | 84  |
| 3    | Fogs Reggio Emilia | .375 | 8 | 3 | 0 | 5 | 117 | 121 |
| 4    | Zebre Udine        | .375 | 8 | 3 | 0 | 5 | 58  | 118 |
| 5    | Cobra Imola        | .125 | 8 | 1 | 0 | 7 | 54  | 205 |

#### Girone B
| Pos. | Squadra                 | %V   | G | V | N | P | PF | PS  |
| ---- | ----------------------- | ---- | - | - | - | - | -- | --- |
| 1    | Waves Riviera dei Fiori | .833 | 6 | 5 | 0 | 1 | 96 | 25  |
| 2    | Knights Alessandria     | .833 | 6 | 5 | 0 | 1 | 89 | 36  |
| 3    | Wasps Vigevano          | .333 | 6 | 2 | 0 | 4 | 54 | 72  |
| 4    | Starfighters Ciriè      | .000 | 6 | 0 | 0 | 6 | 45 | 148 |

#### Girone C
| Pos. | Squadra                     | %V   | G | V | N | P | PF  | PS  |
| ---- | --------------------------- | ---- | - | - | - | - | --- | --- |
| 1    | Ironmen La Spezia           | .813 | 8 | 6 | 1 | 1 | 142 | 26  |
| 2    | Renegades Firenze           | .563 | 8 | 5 | 0 | 3 | 145 | 94  |
| 3    | Rangers Sarzana             | .625 | 8 | 4 | 1 | 3 | 62  | 72  |
| 4    | Albatros Golfo del Tigullio | .125 | 8 | 2 | 0 | 6 | 87  | 123 |
| 5    | Trappers Cecina             | .063 | 8 | 2 | 0 | 6 | 67  | 188 |

#### Girone D
| Pos. | Squadra                   | %V   | G | V | N | P | PF  | PS  |
| ---- | ------------------------- | ---- | - | - | - | - | --- | --- |
| 1    | Linci Roma                | .750 | 8 | 6 | 0 | 2 | 229 | 124 |
| 2    | Oaks Napoli               | .675 | 8 | 5 | 0 | 3 | 170 | 107 |
| 3    | Cavalieri Castelli Romani | .675 | 8 | 5 | 0 | 3 | 135 | 99  |
| 4    | Delfini Taranto           | .500 | 8 | 4 | 0 | 4 | 215 | 123 |
| 5    | Green Hawks Barletta      | .000 | 8 | 0 | 0 | 8 | 20  | 316 |

#### Girone E
| Pos. | Squadra            | %V    | G  | V  | N | P | PF  | PS  |
| ---- | ------------------ | ----- | -- | -- | - | - | --- | --- |
| 1    | Cardinals Palermo  | 1.000 | 10 | 10 | 0 | 0 | 610 | 22  |
| 2    | Blackstars Palermo | .700  | 10 | 7  | 0 | 3 | 320 | 173 |
| 3    | Elephants Catania  | .700  | 10 | 7  | 0 | 3 | 282 | 165 |
| 4    | Red Eagles CZ      | .350  | 10 | 3  | 1 | 6 | 103 | 283 |
| 5    | Greenserr Vittoria | .150  | 10 | 1  | 1 | 8 | 52  | 347 |
| 6    | Kaimani Erice      | .100  | 10 | 1  | 0 | 9 | 42  | 419 |

## Playoff
|  | Wild Card | Wild Card                 | Wild Card |  |    | Quarti di finale  | Quarti di finale          | Quarti di finale |                   |                   | Semifinali              | Semifinali | Semifinali |  |  | I B Bowl | I B Bowl          | I B Bowl |
|  |           |                           |           |  |    |                   |                           |                  |                   |                   |                         |            |            |  |  |          |                   |          |
|  |           |                           |           |  |    | 1E                | Cardinals Palermo         | 52               |                   |                   |                         |            |            |  |  |          |                   |          |
|  | 2E        | Blackstars Palermo        | 22        |  |    | 3D                | Cavalieri Castelli Romani | 20               |                   |                   |                         |            |            |  |  |          |                   |          |
|  | 2E        | Blackstars Palermo        | 22        |  | 1E | 3D                | Cavalieri Castelli Romani | 20               | Cardinals Palermo | 13                |                         |            |            |  |  |          |                   |          |
|  | 3D        | Cavalieri Castelli Romani | 41        |  | 1E |                   |                           |                  |                   | 13                |                         |            |            |  |  |          |                   |          |
|  | 3D        | Cavalieri Castelli Romani | 41        |  | 1C | Ironmen La Spezia | 19                        |                  |                   |                   |                         |            |            |  |  |          |                   |          |
|  |           |                           |           |  |    | Ironmen La Spezia | 19                        | 1C               | Ironmen La Spezia | 23                |                         |            |            |  |  |          |                   |          |
|  |           |                           |           |  |    |                   |                           | 1C               | Ironmen La Spezia | 23                |                         |            |            |  |  |          |                   |          |
|  |           |                           |           |  |    | 1D                | Linci Roma                | 20               |                   |                   |                         |            |            |  |  |          |                   |          |
|  |           |                           |           |  |    |                   |                           |                  |                   |                   |                         |            |            |  |  | 1C       | Ironmen La Spezia | 20       |
|  |           |                           |           |  |    |                   |                           | 1A               | Islanders Venezia | 26 o.t.           |                         |            |            |  |  |          |                   |          |
|  |           |                           |           |  |    | 2B                | Knights Alessandria       | 16               |                   |                   |                         |            |            |  |  |          |                   |          |
|  |           |                           |           |  |    | 1B                | Waves Riviera dei Fiori   | 34               |                   |                   |                         |            |            |  |  |          |                   |          |
|  |           |                           |           |  |    | 1B                | Waves Riviera dei Fiori   | 34               |                   | 1B                | Waves Riviera dei Fiori | 7          |            |  |  |          |                   |          |
|  | 2A        | New Giants Bolzano        | 29        |  |    |                   |                           |                  |                   | 1B                | Waves Riviera dei Fiori | 7          |            |  |  |          |                   |          |
|  | 2A        | New Giants Bolzano        | 29        |  | 1A | Islanders Venezia | 33                        |                  |                   |                   |                         |            |            |  |  |          |                   |          |
|  | 2C        | Renegades Firenze         | 8         |  | 1A | Islanders Venezia | 33                        |                  | 1A                | Islanders Venezia | 45                      |            |            |  |  |          |                   |          |
|  | 2C        | Renegades Firenze         | 8         |  |    |                   |                           |                  | 1A                | Islanders Venezia | 45                      |            |            |  |  |          |                   |          |
|  |           |                           |           |  |    | 2A                | New Giants Bolzano        | 0                |                   |                   |                         |            |            |  |  |          |                   |          |

### I B Bowl
Il I B Bowl si è disputato il 24-25 giugno 1989. L'incontro è stato vinto dagli Islanders Venezia sugli Ironmen La Spezia con il risultato di 26 a 20.

## Verdetti
- Islanders Venezia vincitori del B Bowl